# Scheidung für Anfänger
Scheidung für Anfänger ist ein deutscher Fernsehfilm von Thorsten Schmidt aus dem Jahr 2018, der im Auftrag für Das Erste produziert wurde. Uraufführung war am 30. September 2018 auf dem Filmfest Hamburg.

## Handlung
Innendesignerin Anja und Bauingenieur Christoph Bremermann wollen sich nach 24 Jahren gemeinsamer Ehe scheiden lassen. Ihr Plan ist, dass dies möglichst friedlich über die Bühne geht, auch wegen ihrer beiden Kinder. Ihre gemeinsame Anwältin Dr. Schirmer soll den Vermögensstand und dessen Aufteilung für sie abwickeln. Doch die Bremermanns haben unterschiedliche Auffassungen von dem, was sie an Vermögen in die Ehe eingebracht und im Lauf ihrer gemeinsamen Zeit zur Erhöhung desselbigen beigetragen haben. Anja hatte sich der Kinder wegen mehr um den Haushalt gekümmert und ihre Karriere in den Hintergrund gestellt, während Christoph in seinem Job sehr erfolgreich war. So führt die bei der Aufstellung der Besitztümer vorherrschende Uneinigkeit zu immer mehr nervenaufreibenden Konflikten.
Die Situation wird kompliziert, als sie ihren Kindern die anstehende Scheidung mitteilen wollen und Tochter Franziska ihnen mit der Bekanntgabe ihrer Verlobung allerdings einen Strich durch die Rechnung macht. Sie erzählen so nur Sohn Frederik davon. Im Lauf der Zeit stellt sich heraus, dass Christoph mit der Scheidung doch einen deutlichen Verlust erleiden wird, sodass er sich selbst anwaltliche Vertretung suchen muss. Allerdings hat Anja mit den ausgewiesenen Kanzleien schon Erstgespräche geführt, damit dürfen diese Christoph nicht mehr vertreten. Auch hat Anja Fotos von Christoph machen lassen, als dieser sich mit anderen Frauen trifft. Beispielsweise mit einer Freundin von früher, die er vor ein paar Tagen zufällig wiedergetroffen hat. Diese Umstände verbessern natürlich Anjas Position.
Christoph beschließt daraufhin erst einmal, aus dem gemeinsamen Haus auszuziehen. Doch ein guter Freund weist ihn ab, notgedrungen muss er in einem Boardinghouse unterkommen. Es gelingt ihm schließlich, einen etwas dubiosen Anwalt zu finden, der ihn vertritt. Dieser hat auch ein paar gute Ideen, geht allerdings gleich nach der ersten Besprechung aller Beteiligten eine Liebelei mit Anjas Anwältin ein. Nach einem weiteren Streit mit Anja, bei dem ihre Anwältin verletzt wird, erscheint Christoph mit Alkohol, Grill und Bewohnern aus dem Boardinghouse vor dem gemeinsamen Haus und feiert randalierend seine ganz private Party. Aufgrund der nachfolgenden Anzeige zieht ihn sein Chef von seinen Baustellen ab, sodass sich die berufliche Situation für Christoph deutlich verschlechtert.
Als Anja Christophs Sachen von der Wohlfahrt abholen lässt, kommt es zu einem Handgemenge zwischen den beiden, während dessen durch eine unglückliche Verkettung ein Feuer in der Küche ausbricht. Durch diesen Vorfall besinnen sich beide und beschließen, mit ihren jeweiligen Forderungen zurückzugehen. Wenig später heiratet Franziska ihren Verlobten und Christoph hält als Brautvater seine Rede. Anja sagt ihm, dass ihr besonders die Stelle gefiel, in dem er von Neuanfang sprach. Die beiden gehen gemeinsam auf die Tanzfläche.

## Hintergrund
Scheidung für Anfänger wurde vom 7. November 2017 bis zum 9. Dezember 2017 in Berlin und Umgebung gedreht. Für den Film zeichnete die ITV Studios Germany verantwortlich.
Regisseur Thorsten M. Schmidt empfand es als großen Vorteil, dass das Film-Ehepaar auch privat bereits jahrelang verheiratet ist. Das kam der Authentizität zugute und so schwang die Vertrautheit und Selbstverständlichkeit im Umgang mit. So hätten beide keinerlei Probleme damit gehabt, Nuancen im Spiel zu probieren und ihren Gefühlen und ihrer Streitlust, die vielleicht in jeder Beziehung stecken, freien Lauf zu lassen.
Bei der Besetzung des Familienhunds fand Schmidt mit Bitch eine Bulldogge, die den herrlich zerknirscht-leidenden Gemütszustand Carlos widerspiegeln konnte und mit der die Tiertrainerin Renate Hiltl Schmidts „übersetzte“ Wünsche einstudieren konnte. Trotz Carlos ruhigen Gemüts ging er richtig ab, als er Anjas Handtaschensammlung zerfetzen durfte.
Andrea Sawatzki äußerte sich, dass sie beide sehr gern zusammen arbeiteten, aber noch nie gemeinsam für eine Komödie vor der Kamera gestanden hätten, was ein großer Spaß gewesen sei.

## Rezeption

### Kritik
Die Kritiker der Fernsehzeitschrift TV Spielfilm schrieben: „‚Oh Mist, hab ich einen Ehevertrag?‘ – Der Film“. Der Film sei brav-unterhaltsam und biete einige Lacher. Die Figuren seien gut, auch wann man sich für diese etwas mehr Charakter und Eigensinn gewünscht hätte. Gemeinsam alt gewordene Paare würden vermutlich so einige Macken und Streitpunkte wiedererkennen. Der Film bekommt von der Redaktion einen Daumen nach oben.
Tilmann P. Gangloff bewertet den Film in seiner Besprechung auf tittelbach.tv mit insgesamt 5 von 6 Sternen.

### Einschaltquote
Die Erstausstrahlung von Scheidung für Anfänger am 26. Januar 2019 wurde in Deutschland von 4,98 Millionen Zuschauern gesehen und erreichte einen Marktanteil von 16,2 % für Das Erste.